# Savin Nunatak
Savin Nunatak är en nunatak i Antarktis. Den ligger i Västantarktis. Argentina, Chile och Storbritannien gör anspråk på området. Toppen på Savin Nunatak är 1 538 meter över havet.
Terrängen runt Savin Nunatak är lite kuperad. Trakten är obefolkad. Det finns inga samhällen i närheten.